# خرمال أنداماني
خرمال أنداماني (الاسم العلمي: Diospyros andamanica) هو نوع من النباتات يتبع جنس الخرمال من الفصيلة الأبنوسية.